# Hypocometa rufulata
Hypocometa rufulata är en fjärilsart som beskrevs av W. Warren 1899. Hypocometa rufulata ingår i släktet Hypocometa och familjen mätare. Inga underarter finns listade i Catalogue of Life.